# Hamish Fulton
Pour les articles homonymes, voir Fulton.

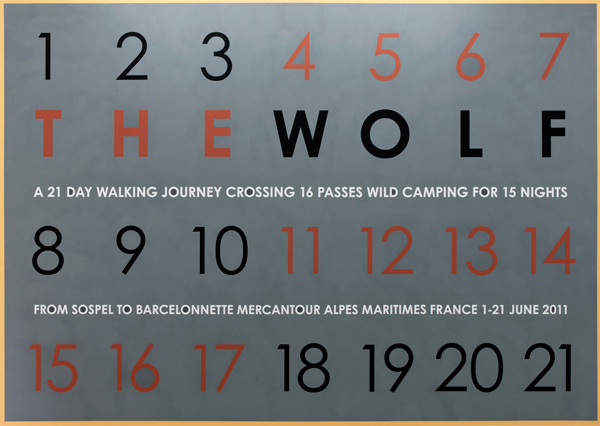
Hamish Fulton, The Wolf, 2011, Wall Painting, Dimensions variables, Courtesy : TORRI, Paris

Hamish Fulton (né le 21 juillet 1946  à Londres) est un artiste contemporain britannique, un photographe connu pour ses photographies de paysage, réalisées au cours de « marches artistiques » lors desquelles il s'implique en s'incorporant à la nature, et dont elles constituent la trace,   
« Artiste marcheur », dont l'œuvre s’inscrit dans la lignée de l'art conceptuel et performatif, aux marges du land art, il vit et travaille à Canterbury, dans le Kent, dans l'extrémité sud-est de l'Angleterre. Il est représenté par les galeries Maureen Paley (Londres, Angleterre), Häusler Contemporary (Munich, Allemagne), Riis (Oslo en Norvège et Stockholm en Suède), Tschudi (Zuoz, Suisse) ainsi que la galerie i8 (Reykjavik, Islande).

## Biographie
Depuis le début des années 1970, Hamish Fulton parcourt le monde à pied, effectuant des marches - qu’il appelle des artistic walks - au travers de différents paysages de tous horizons. L’implication physique de Fulton incorpore l’artiste à la nature, engagée à l’intérieur même de son processus de création. Dans son texte intitulé Into a Walk into Nature, Hamish Fulton évoque le potentiel de « transformation » de la marche, qui, par l'expérience du trajet parcouru, « optimise la perception et la réceptivité au paysage ». À la différence des artistes représentants du Land art, Hamish Fulton ne laisse aucune trace sur les paysages qu’il traverse, ni ne rapporte aucun objet à proprement parler. Seule la marche fait œuvre, constituant une « expérience artistique » qui ne peut pas, selon lui, rivaliser avec les notions traditionnelles de peinture ou de sculpture.
Au cours de ses expéditions, Hamish Fulton prend des clichés photographiques à des instants-clés de ses traversées, tandis qu'il prend note des itinéraires, des obstacles et des durées de chacune de ses marches. C’est ainsi qu’il s’est fait connaître sur la scène artistique internationale, par le biais d’expositions constituées d’œuvres singulières, comme autant de « traces » de ses artistic walks. L’artiste associe des photographies à des inscriptions textuelles, tandis que ses peintures murales renseignent le spectateur sur la durée, l’itinéraire ou encore les conditions de la marche. A titre d’exemple, la série des photo-text est constituée de photographies, accompagnées d’inscriptions indiquant le lieu et la date de la prise de vue, la durée ou la longueur de la marche, ainsi que des données topographiques, climatiques ou naturelles - les inscriptions désignant par ailleurs des éléments absents de l'image, comme la présence d’animaux, l’orientation du vent, la température, etc. Enfin, une série de dessins, de gouaches ou encore d’installations minimales, inventorie les trajets parcourus et les caps franchis…
Hamish Fulton considère que « l'implication physique de la marche crée une réceptivité au paysage. Je marche sur la terre pour m'introduire dans la nature . » En marchant, il cherche à affirmer sa liberté artistique : « Souvent, on me considère comme un sculpteur ou comme un artiste du Land Art. Je ne suis ni l'un ni l'autre. Je suis un artiste qui marche. Je ne travaille pas avec un matériau particulier. Un seul élément pour féconder me paraît douteux. Je ne dépends d'aucune matière en particulier, je suis libre d'associer les médiums qui me plaisent, que ce soit du verre, du bois, de la photo, de la vidéo . »
À propos de ses œuvres, Fulton parle de mental sculptures dans le sens où elles font références à des notions d’espace, de temps et de matière. Le processus créatif qui intervient au retour de ses périples n’aurait pas vocation à « documenter » l’expérience du marcheur, mais bien davantage à la retranscrire de manière fragmentaire, afin d’offrir au spectateur la possibilité d’une reconstruction mentale de la marche.
Depuis les années 1990, Hamish Fulton met en œuvre des marches collectives – le plus souvent en milieu urbain -, dont le protocole n’est révélé qu’au moment et sur le lieu du rendez-vous. C'est l'occasion pour lui de partager une expérience intérieure avec un large public et de développer la dimension participative de son œuvre. Orchestrés à la manière de chorégraphies ou de performances, ses public group walks s'adressent à des volontaires sur la base d’un simple appel à participation. Par ce biais, l'artiste invite le public à devenir une partie intégrante de son œuvre.

## Cursus
Formation : 1964 - 1969
- Hammersmith College of Art, Londres
- St. Martin’s School of Art, Londres
- Royal College of Art, Londres

## Expositions (sélection)
2023
- Hamish Fulton : A Walking Artist, FRAC Provence Alpes Côte d'Azur, Marseille

2017 
- Performance -  In Vivo Hamish Fulton (curated by Pascale Krief), Forum, Centre Pompidou, Paris, FR  - à venir
- Conférence - In Vivo Hamish Fulton (curated by Pascale Krief), Centre Pompidou, Paris, FR - à venir
- Walking without a Smartphone, Häusler Contemporary München, Münich, ALL 9 Fev-31 mars (*solo)

2016 
- Conceptual Art in Britain 1964-1979, Tate Britain, UK (group show) (cat.expo)
- Hamish Fulton : Walking Artist, Josee Bienvenu Gallery, New York, USA (*solo)
- Selected walks 1978-2015, Galleri Riis, Oslo, NORVEGE (*solo)
- Hamish Fulton - A Decision To Choose Only Walking, Galerie Tschudi Zuoz, Zuoz, SUISSE (*solo)

2015
- Inside outside, espaivisor, Valence, Espagne (*solo)
- Hamish Fulton : Wells of Dee, Galleri Riis, Stockholm, Suède (*solo)
- Indoor outside, Häusler Contemporary Zurich, Suisse (*solo)

2014
- Ends of the Earth, MOCA, Museum of Contemporary Art, Los Angeles, USA, touring to Haus der Kunst, Munich, ALL
- Art Unlimited, Art Basel 2012
- Walking Transformation, Villa Merkel, Esslingen Am Neckar, ALL (*solo)

2013
- Hamish Fulton, CRAC, Centre régional d'art contemporain, Sète, FR (*solo)
- Hamish Fulton, Maureen Paley gallery, Londres, UK (*solo)
- Hamish Fulton, i8 Gallery, Reykjavik, Islande (*solo)
- Une brève histoire des lignes, Centre Pompidou-Metz, FR
- Finir en beauté, Musée Nicéphore Niépce, Chalon-sur-Saône, FR
- Rund Um 47°N, 9°O, Über 800 M.U.m, Kunsthaus Glarus, Suisse
- Poesie der Reduktion, Minimal, Concept, Land Art, MUMOK, Vienne, Autriche

2012
- Hamish Fulton, Missoula Art Museum, MAM, USA (solo*)
- Hamish Fulton, Galerie Tschudi, Zuoz, CH (*solo)
- Contre nature/Les fictions d’un promeneur aujourd’hui (curated by Diane Watteau and Evelyne Artaud), musée départemental de Beauvais, FR
- Le Mont Fuji n’existe pas (curated by Elodie Royer and Yoann Gourmel), Le plateau, FRAC Île-de-France, Paris, FR
- Explorateurs (curated by Sebastien Faucon and Gaëlle Rageot), musée de l’Abbaye Sainte-Croix des Sables-d’Olonne, FR
- Hamish Fulton, Ikon, Birmingham, UK (solo*)
- Hamish Fulton : Walk, Turner Contemporary, Margate, UK (solo*)
- Learning photography (curated by Guillaume Le Gall), FRAC Haute-Normandie, Rouen, FR

2011
- Modern British Sculpture, Royal Academy of Arts, Londres, UK
- Mercantour, TORRI, Paris, FR (solo*)
- Pour une république des rêves, CRAC Alsace, Altkirch, FR
- The last freedom, Ludwig Museum im Deutschherrenhaus, Coblence, Allemagne
- Land Art, Hamburger Bahnhof, Museum für Gegenwart, Berlin, Allemagne
- Performance - Slow Walk (in support of Ai Wei Wei), Tate Modern, Londres, UK
- Folkstone Triennial 2011, Folkestone, UK
- The simplicity of walking, Galleri Riis, Oslo, Norvège
- Je crois aux miracles, Collection Lambert, Avignon, FR
- The Pilgrim, the Tourist, the Flaneur (and the Worker), Stedeljik Van Abbemuseum, Eindhoven, Pays-Bas

2010
- From floor to sky, British Sculpture and the studio experience, University of Westminster, Londres, UK
- Walking to Paris (curated by Romain Torri), Galerie Patricia Dorfmann, Paris, FR
- Rispetta la montagna, Museo Transfrontaliero del Monte Bianco, Courmayeur, Italie

2009
- Chomolungma, Häusler Contemporary München, Münich (*solo)

2008
- Kora, Galleri Riis, Oslo, Sweden (*solo) (Cat expo)

2007
- Galleria Alessandra Bonomo, Rome (*solo)
- Hamish Fulton. Geronimo Homeland, Texas Gallery, Houston, USA (*solo)

2005
- Hamish Fulton. Maureen Paley, London, UK (*solo)

2002 
- Hamish Fulton, Walking Journey, Tate Modern, GB (*solo) (cat.expo)

1995
- Masterpieces from the Solomon R. Guggenheim Museum's Panza Collection, Bard College, Annandale-on-Hudson, USA

1994
- Mapping, MoMA, Museum of Modern Art, New York, USA

1982
- documenta 7, documenta, Cassel, ALL

1981 
- Hamish Fulton, Centre Pompidou, Paris

1980
- Printed Art Since 1965, MoMA Museum of Modern Art, New York, USA

1979
- The Altered  Photograph, MoMA PS1, New York, USA

1977
- documenta 6, documenta, Cassel, ALL
- Stedelijk Museum, Amsterdam, PB
- Galleria Sperone-Fischer, Rome
- Situation, Londres
- Galerie Yvon Lambert, Paris
- Art & Project-M.T.L., Anvers

1972 
- documenta 5, documenta, Cassel, ALL
- Galleria Sperone, Turin (*solo)
- Art & Project, Amsterdam (*solo)
- Galleria Toselli, Milan (*solo)
- Galerie Konrad Fischer, Düsseldorf (*solo)
- Museum of Modern Art, Oxford (*solo)
- Galerie Yvon Lambert, Paris (*solo)

1971
- Galerie Konrad Fischer, Düsseldorf (*solo)
- Situation, London (*solo)
- Galleria Sperone, Turin (*solo)
- Galerie Konrad Fischer, Düsseldorf (*solo)

1970
- Conceptual Art, Arte Povera, Land Art, (cur Germano Celant), Galleria Civica d'Arte Moderna, Turin, 1970
- Information, (cur by Kynaston McShine), MoMA, Museum of Modern Art, New York, USA (group show)

## Collections publiques
Angleterre
- The Tate Gallery, Londres
- Victoria and Albert Museum, Londres
- British Council, London

Australie
- Australian National Gallery, Canberra

Autriche
- Museum Moderner Kunst, Vienna

Canada
- Musée des beaux-arts du Canada, Ottawa
- Art Gallery of Ontario, Toronto
- University of Lethbridge

Écosse
- National Gallery of Scotland, Edinburgh

États-Unis
- Museum of Modern Art, New York
- The Brooklyn Museum, New York
- Musée Solomon R. Guggenheim, New York
- Princeton Art Gallery, Princeton, New Jersey
- Philadelphia Museum of Art, Philadelphie
- Los Angeles County Museum, USA
- Musée d'Art contemporain de San Diego, Californie
- George Eastman House, Rochester, New York

France
- Musée national d'art moderne, Paris
- Bibliothèque nationale, Paris
- Musée de Grenoble,
- Institut d'art contemporain[3], Villeurbanne
- Musée St. Pierre, Lyon
- FRAC, Rennes
- Musée municipal de La Roche-sur-Yon

Islande
- National Gallery of Iceland

Japon
- Musée d'Art métropolitain de Tokyo
- National Museum, Osaka
- Museum of Modern Art, Wakayama

Mexique
- Centro Cultural Arte Contemporaneo, Mexico City

Pays-Bas
- Stedelijk Museum, Amsterdam
- Stedelijk Van Abbemuseum, Eindhoven, Holland

Suisse
- Kunstmuseum, Bâle
- Centre d’Art Contemporain, Geneva
- Musée cantonal d'art, Lugano